# روني كوران
روني كوران (بالإنجليزية: Ronnie Curran)‏ هو لاعب كرة قدم ومدرب كرة قدم بريطاني، ولد في 14 ديسمبر 1940. لعب مع نادي دمبرتون.